# 수호이 슈퍼제트 100
수호이 슈퍼제트 100(영어: Sukhoi Superjet 100)은 러시아의 수호이가 최근에 개발하고 있는 78~98인승급 중형 중단거리 여객기로서, 이탈리아의 핀메카니카(이탈리아어: Finmeccanica)가 25%의 지분을 가지고 있는 수호이 사의 민간 부문에서 개발하고 있다.
러시아 항공사에서 대다수 사용하고 있는 러시아제 TU-134, TU-154, Yak-40, Yak-42, An-24, IL-18 등 노후 항공기를 모두 대체할 수 있는 차세대 항공기이다. 이 항공기는 최대이륙중량 50톤인, 국내선 단거리노선 취항에 적합한 항공기이며, 2008년부터 아에로플로트에 인도될 예정이다. 미국과 프랑스, 이탈리아 등 서방 협력업체 부품이 많이 장착되는 것이 강점이며, 안전성 문제가 지적되는 러시아제 항공기를 최신형 항공기로 바꿀 수 있는 효과가 있다.
그러나 에어 유니온만 SSJ-100-75를 도입할 예정이며 러시아 이외 국가는 이탈리아의 에어 이탈리, 아르메니아의 아르마비아항공에 각각 10대, 2대를 인도받을 예정이다. 주요 경쟁상대 기종은 CRJ-700/900/1000, ERJ-170/190 시리즈이다.

## 보잉 737
- 수호이 슈퍼제트 100은 100인승 여객기인데, 100인승 여객기로 유명한 것은 보잉 여객기의 가장 작은 기종인 보잉 737이다. 즉, 수호이 슈퍼제트 100의 최대 경쟁자이다.

## 역사
- 2005년 8월 - 2005 MAKS 에어쇼. Finance Leasing Company는 수호이사와 2억 6200만 달러에 해당하는 10대 주문계약에 서명했다.[2]

- 2012년 5월 9일 - 인도네시아에서 시험비행중 추락해 탑승객 전원이 사망했다.

- 2019년 5월 5일 - 모스크바에서 무르만스크로 가던 아에로플로트 1492편이 회항도중 벼락맞아 78명 중 37명이 생존했다.

## 경쟁 기종
- 봄바디어 CRJ700/CRJ900/CRJ1000
- 봄바디어 C시리즈
- 보잉 737-600
- 보잉 717
- 포커 70/100
- 엠브라에르 E-Jets
- 코맥 ARJ21
- A318
- 안토노프 An-148
- 미쓰비시 MRJ 70/MRJ 90
- 투폴레프 Tu-334

## 사건 및 사고
수호이 슈퍼제트 100의 사건 및 사고는 2건이 있다. 하나는 인도네시아의 살라크산에서 일어난 추락 사고로, 사건 발생일로는 2012년 5월 9일 있었던 시험 비행 사고가 있고, 또 다른 하나는 모스크바 셰레메티예보 국제공항에 비상 착륙을 하였던 아에로플로트 1492편 회항 사고가 있다.

## 사진

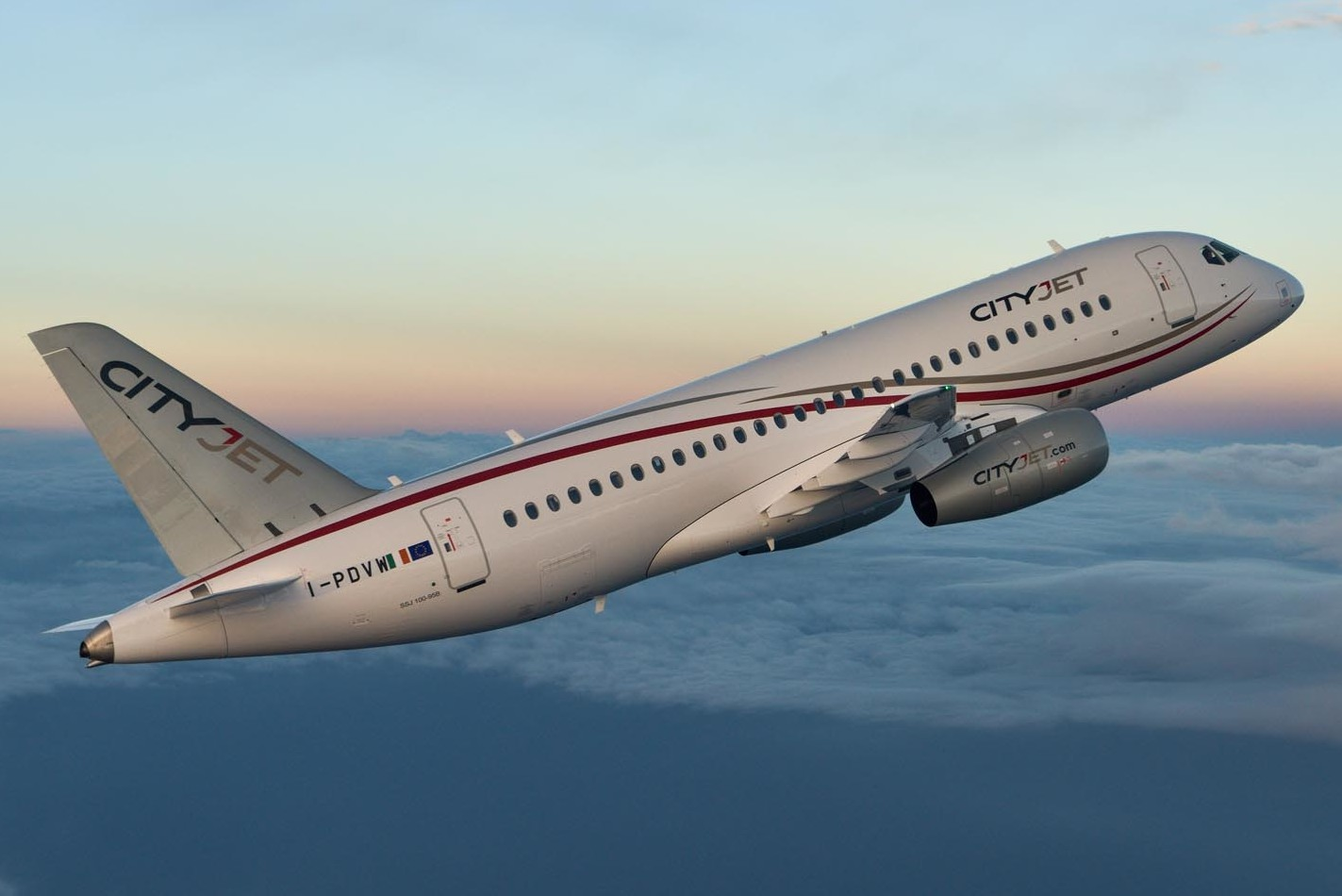
시티제트의 수호이 슈퍼제트 100
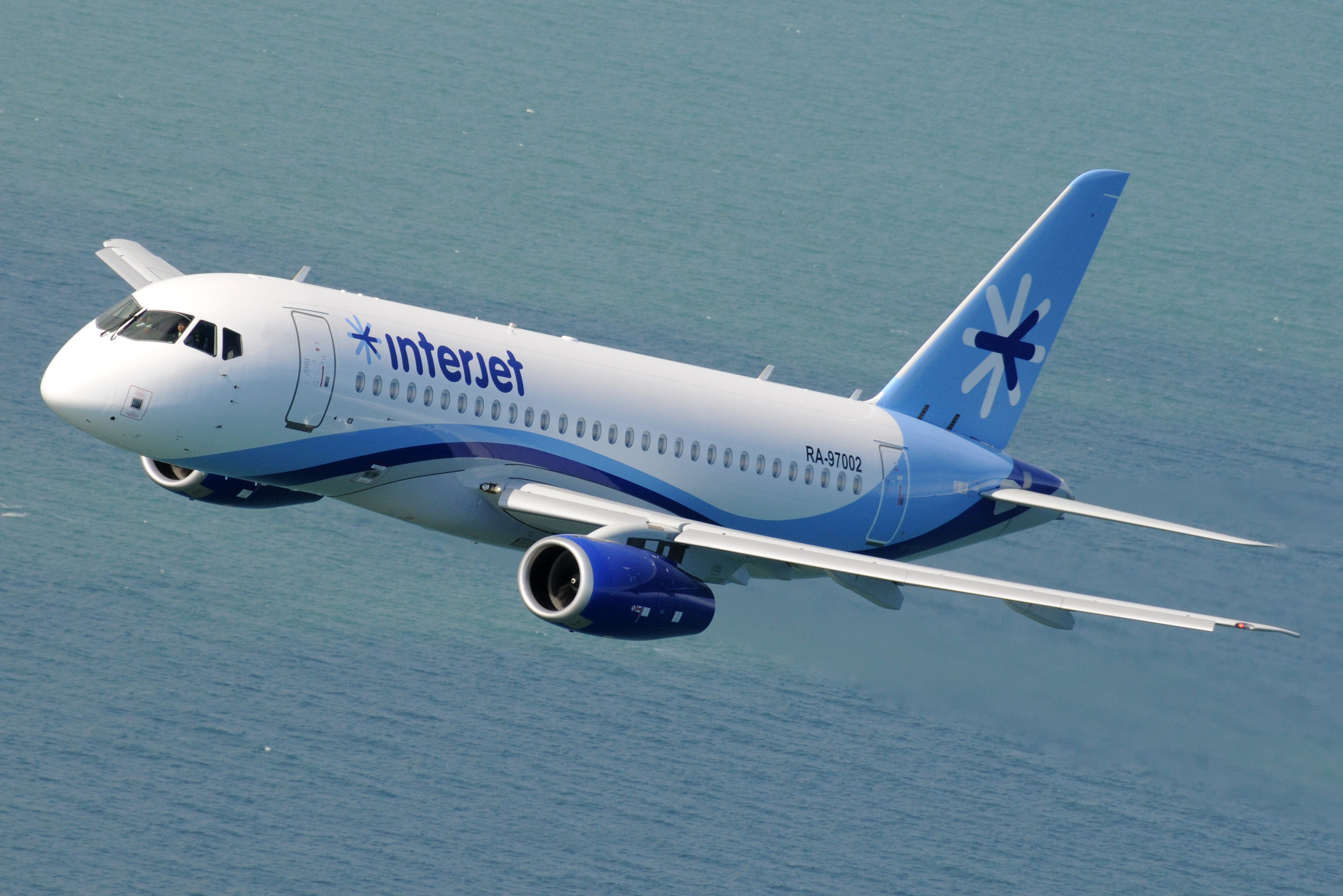
인터제트의 수호이 슈퍼제트 100
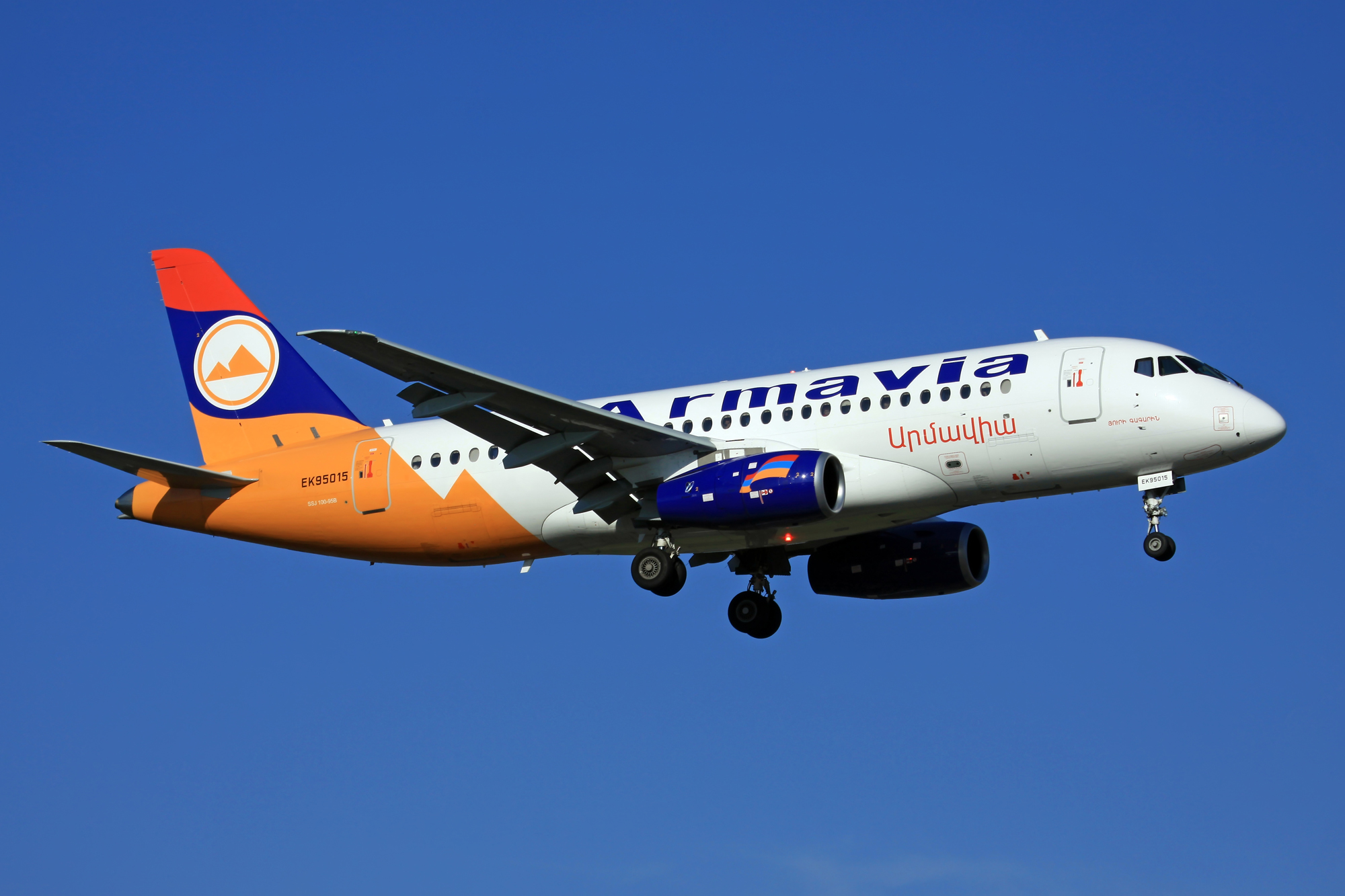
아르마비아의 수호이 슈퍼제트 100
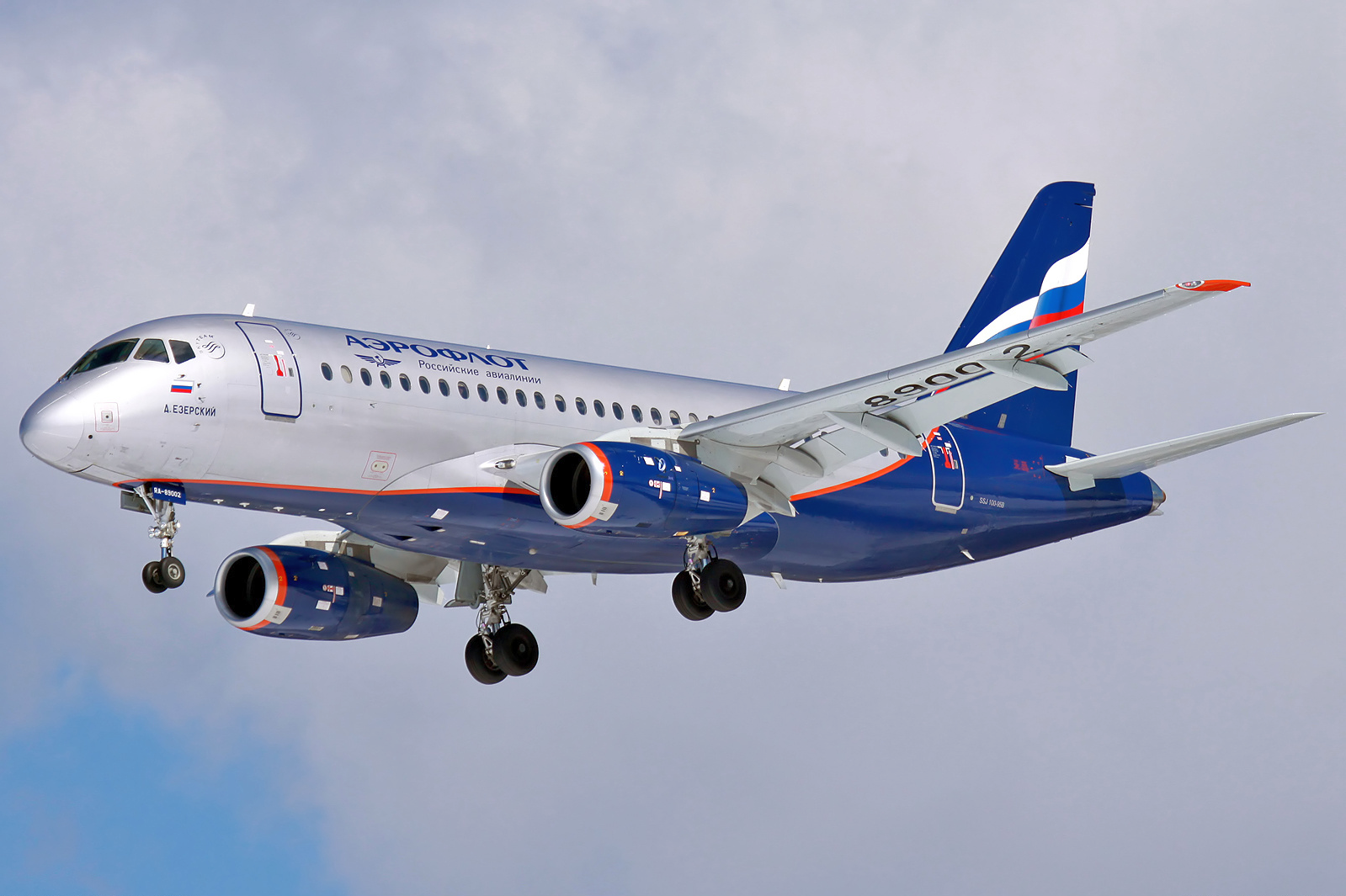
아에로플로트의 수호이 슈퍼제트 100

## 같이 보기
- 항공기 목록